# タンゲラン線
タンゲラン線（タンゲランせん、インドネシア語: Commuter Line Tangerang）は、KAIコミューターが運営するインドネシア、ジャカルタ首都圏の通勤鉄道路線。KRLコミューターラインの一つである。
ジャカルタ首都特別州西ジャカルタ市のドゥリ駅とバンテン州タンゲランのタンゲラン駅を結ぶ。ドゥリ駅からバトゥチェペル駅まではスカルノ・ハッタ空港線と線路を共用する。路線図では「茶色」である。タンゲラン・ドゥリ線を経由して運行される。

## 歴史

### 建設経緯
1890年代にオランダ領東インド国鉄（Staatsspoorwegen・SS）がタンゲランとチカンデを経由してドゥリとセランを結ぶ路線を建設する計画を立てたが、タンゲランの西側は沼地であったため、計画は変更した上で建設を続行した。建設途中で中止され、新たにパルンパンジャンを経由してランカスビトゥンに至る路線が作られることとなり、アニェール・キドゥル・カンポン・バンダン線(後のランカスビトゥン線とメラク線)として1899年10月1日に完成した。すでにタンゲラン駅まで建設されていたことから支線として、タンゲラン・ドゥリ線が1899年1月2日に開業した。

### チサダネ支線
オランダ植民地時代にはタンゲラン駅はチサダネ川へ支線を持ち、砂や農産物を輸送していた。1941年の植民地地図によると、チサダネ川沿いのババカン・ウジュンまで路線が伸びていたことを見ることができる。しかし長い間、沿線開発が行われずに鉄道車両も通らなくなったため、踏切道は生活道路として整備された。 線路の位置はGORビルに近いスカムルヤ村の道に沿って、ババカン・ウジュンからチサダン川のほとりまで伸びていた。現在ではこの路線は廃線となり、廃線跡は人口密集ビルの下に埋もれ、廃線路もいくつか残っている。バドゥグ鉄道とチサダネ川沿いの鉄道跡も撤去された。

### 電化と混雑による混乱
1980年代から1990年代にかけて、タンゲラン駅からジャカルタ・コタ駅を結ぶ列車には、MCW302形気動車を使用していた。1996年にはジャボデタベック地域での鉄道利用者数が年間4.2%増加したことが記録されており、十分な車両が増備されていなかったため、屋根に登る乗客や、不正に乗客する利用者が相次いだ。他のジャボデタベック地域の鉄道路線と同様に非常に混雑しており、1日あたり28万人の乗客を記録した。タンゲラン駅からジャカルタ・コタ駅を結ぶ路線に使用されていたのがMCW302形気動車2編成のみであったことが乗客の積み残しを発生させる原因であることが指摘された。また、停車駅の利便性をあげるためにボジョン・インダ駅、グロゴル駅などの新駅が開業した。1990年代後半からタンゲラン線を通勤路線とすることとなり、1997年から電化が始まり、1999年6月14日から8月28日に設置された合計4箇所の変電所が稼働を開始した。

### 複線化
2011年から2014年にかけて複線化工事が行われ、2014年6月8日に全線で供用を開始した。これは電車の運行本数を増発するために行われた。2015年6月16日からタナティンギ駅、タマン・コタ駅の新駅と、休止中であったグロゴル駅が正式に再開された。

## 駅一覧
| T 01                   | DU  | ドゥリ Duri                   | - チカラン線 - スカルノ・ハッタ空港線 | - マンガライ, チカラン方面へ乗り換え - スカルノ・ハッタ空港鉄道線停車駅                                           | 西ジャカルタ市 | ジャカルタ首都特別州 | ジャカルタ首都特別州 | ジャカルタ首都特別州 | ジャカルタ首都特別州 | ジャカルタ首都特別州 | ジャカルタ首都特別州 |
| T 02                   | GRG | グロゴール Grogol             | - トランスジャカルタ | - トランスジャカルタとの統合駅                                                                                    | 西ジャカルタ市 | ジャカルタ首都特別州 | ジャカルタ首都特別州 | ジャカルタ首都特別州 | ジャカルタ首都特別州 | ジャカルタ首都特別州 | ジャカルタ首都特別州 |
| T 03                   | PSG | ペシン Pesing                 | | - トランスジャカルタとの統合駅                                                                                    | 西ジャカルタ市 | ジャカルタ首都特別州 | ジャカルタ首都特別州 | ジャカルタ首都特別州 | ジャカルタ首都特別州 | ジャカルタ首都特別州 | ジャカルタ首都特別州 |
| T 04                   | TKO | タマン・コタ Taman Kota       | - トランスジャカルタ | - トランスジャカルタとの統合駅                                                                                    | 西ジャカルタ市 | ジャカルタ首都特別州 | ジャカルタ首都特別州 | ジャカルタ首都特別州 | ジャカルタ首都特別州 | ジャカルタ首都特別州 | ジャカルタ首都特別州 |
| T 05                   | BOI | ボジョン・インダ Bojong Indah | | | 西ジャカルタ市 | ジャカルタ首都特別州 | ジャカルタ首都特別州 | ジャカルタ首都特別州 | ジャカルタ首都特別州 | ジャカルタ首都特別州 | ジャカルタ首都特別州 |
| T 06                   | RW  | ラワブアヤ Rawa Buaya         | - スカルノ・ハッタ空港線 | - スカルノ・ハッタ空港鉄道線停車駅                                                                                | 西ジャカルタ市 | ジャカルタ首都特別州 | ジャカルタ首都特別州 | ジャカルタ首都特別州 | ジャカルタ首都特別州 | ジャカルタ首都特別州 | ジャカルタ首都特別州 |
| T 07                   | KDS | カリデレス Kalideres          | | | 西ジャカルタ市 | ジャカルタ首都特別州 | ジャカルタ首都特別州 | ジャカルタ首都特別州 | ジャカルタ首都特別州 | ジャカルタ首都特別州 | ジャカルタ首都特別州 |
| ジャカルタ特別州の境界 |     |                               | | |                |                      |                      |                      |                      |                      |                      |
| バンテン州の境界       |     |                               | | |                |                      |                      |                      |                      |                      |                      |
| T 08                   | PI  | ポリス Poris                  | | | 南ジャカルタ市 | バンテン州           |                      |                      |                      |                      |                      |
| T 09                   | BPR | バトゥチェペル Batuceper      | - スカルノ・ハッタ空港線 - トランスジャカルタ T11, T12 - トランスタンゲラン - TT1 コリドアー 1 - TT2 コリドアー 2 - Poris Plawad バスターミナル | - スカルノ・ハッタ空港鉄道線停車駅 - トランス・タンゲラン・アヨとの乗り換え駅 - Poris Plawad バスターミナルに隣接 | 南ジャカルタ市 | バンテン州           |                      |                      |                      |                      |                      |
| T 10                   | TTI | タナ・ティンギ Tanah Tinggi   | - トランスタンゲラン - TT1 コリドアー 1 - TT2 コリドアー 2                                                                                      | - トランス・タンゲラン・アヨとの乗り換え駅                                                                        | 南ジャカルタ市 | バンテン州           |                      |                      |                      |                      |                      |
| T 11                   | TNG | タンゲラン Tangerang          | - トランスタンゲラン - TT1 コリドアー 1 - TT2 コリドアー 2                                                                                      | - 終点 | 南ジャカルタ市 | バンテン州           |                      |                      |                      |                      |                      |

## 使用車両
現在の車両
- Seri 205 (元 JR東日本205系電車)
- Seri 7000(元 東京地下鉄7000系電車)
- Seri 6000(元 東京地下鉄6000系電車)

過去の車両
- Seri 8000(元 東急8000系電車)
- Seri 8500(元 東急8500系電車)
- Seri 05 (元 東京地下鉄05系電車)
- Seri 5000(元 東京地下鉄5000系電車)
- Seri 1000(元 東葉高速鉄道1000系電車)
- Seri EA101 BN-Holec AC電車
- Seri EA101 BN-Holec電車
- Seri MH101 MCW302形気動車